# Haliyal
Haliyal é uma panchayat (vila) no distrito de Uttara Kannada, no estado indiano de Karnataka.

## Geografia
Haliyal está localizada a 15° 20′ N, 74° 46′ L. Tem uma altitude média de 559 metros (1833 pés).

## Demografia
Segundo o censo de 2001, Haliyal tinha uma população de 20 652 habitantes. Os indivíduos do sexo masculino constituem 51% da população e os do sexo feminino 49%. Haliyal tem uma taxa de literacia de 66%, superior à média nacional de 59,5%: a literacia no sexo masculino é de 72% e no sexo feminino é de 60%. Em Haliyal, 13% da população está abaixo dos 6 anos de idade.